# المناصير (سيدي إسحاق)
المناصير هي إحدى مشيخات المملكة المغربية، تتبع جغرافيا لإقليم الصويرة وإداريًا لسيدي إسحاق. يقدر عدد سكانها بـ 9553 نسمة حسب الإحصاء الرسمي للسكان والسكنى لسنة 2004.